# Walter Henry Cowan

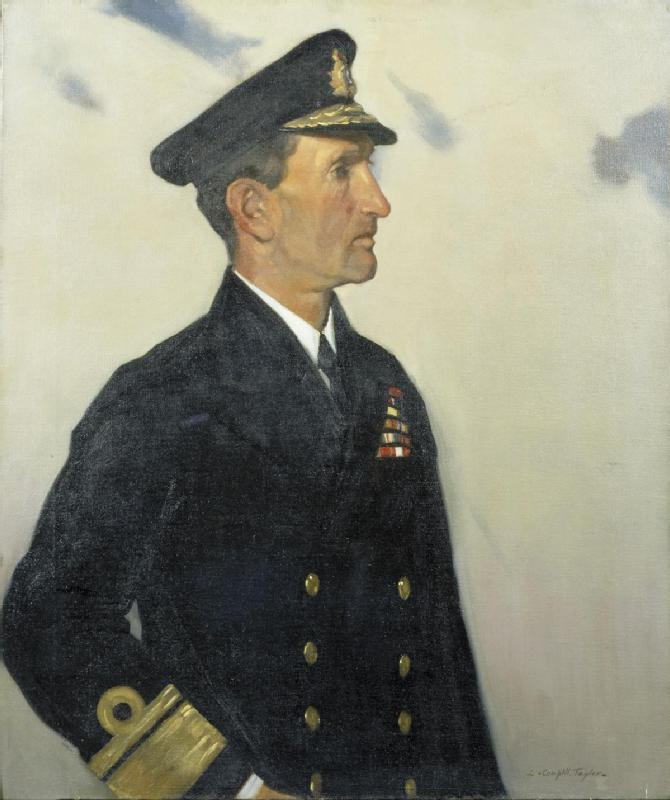
Walter Henry Cowan (1920)

Sir Walter Henry “Tich” Cowan, 1. Baronet KCB, DSO, MVO (* 11. Juni 1871 in Crickhowell, Brecknockshire; † 14. Februar 1956 in Leamington Spa, Warwickshire) war ein britischer Admiral.

## Leben
Er führte als Nachfolger von Edwyn Alexander-Sinclair ab 6. Januar 1919 ein britisches Flottengeschwader in der Ostsee. Es unterstützte im Regierungsauftrag massiv die Unabhängigkeitsbestrebungen der estnischen und lettischen Bevölkerung im Baltikum. In Anerkennung seiner Verdienste wurde er am 28. Januar 1921 zum erblichen Baronet, of the Baltic, erhoben.
Von April 1921 bis Mai 1923 befehligte Cowan das Schlachtkreuzergeschwader der britischen Atlantikflotte, als sein Flaggschiff fungierte dabei die damals gerade in Dienst gestellte Hood. Cowan wurde 1927 zum Admiral ernannt und ging 1931 in den Ruhestand. Im Zweiten Weltkrieg wurde er reaktiviert und war bei den britischen Kommandos im Einsatz. In der Schlacht von Gazala wurde der inzwischen 71-Jährige von Truppen der Achsenmächte gefangen genommen, aber wieder ausgetauscht. Später sprang er mit dem Fallschirm über Jugoslawien ab, um an der Seite der Partisanen zu kämpfen.
Da seine 1901 geschlossene Ehe mit Catherine Cayley († 1934) kinderlos blieb, erlosch sein Baronettitel bei seinem Tod 1956.

## Ehrungen
2007 wurde das estnische Minenjagdboot Admiral Cowan der Sandown-Klasse nach Cowan benannt.